# 자유와 연대 (폴란드)
자유와 연대(폴란드어: Wolni i Solidarni 볼리니 이 솔리다르니[*])은 폴란드의 군소 정당이다. 고위의장 코르넬 모라비에키가 주도하였으며 2016년 10월 쿠키스15의 의원 6명이 탈당하여 창당한 당으로, 현재 법과 정의 시드워 내각의 경제적, 사회적 정책을 지지하고 있다.